# Семакова, Анна Васильевна
А́нна Васи́льевна Семако́ва (12 февраля 1912, Вожгальская волость, Вятская губерния — 1998, Кумёнский район, Кировская область) — колхозница, Герой Социалистического Труда (1948).

## Биография
Родилась 12 февраля 1912 года в крестьянской семье в деревне Пиково Вятской губернии. В 1925 году переехала в деревню Казённая, где окончила курсы ликвидации безграмотности. В Казённой устроилась на работу в колхоз «Красный Октябрь», которым руководил будущий Герой Социалистического Труда Пётр Прозоров. Первоначально работала рядовой колхозницей, потом её назначили звеньевой полеводческого звена.
В 1947 году полеводческое звено под руководством Анны Семаковой собрало с участка площадью 8 гектаров по 32 центнера зерновых с каждого гектара. За этот доблестный труд она была удостоена в 1950 году звания Героя Социалистического Труда.
С 1959 года работала на свиноферме.
Избиралась депутатом Кировского областного совета народных депутатов. Работала в колхозе «Красный Октябрь» до выхода на пенсию.

## Награды
- Герой Социалистического Труда (орден Ленина и медаль «Серп и Молот» 17.3.1948)[2];
- орден Ленина (5.7.1950).

## Комментарии
1. ↑  Деревня Пиковы (Пиково, Пиковская), относившаяся в Вожгальской волости Вятского уезда, в последующем входила в состав Краснооктябрьского сельсовета Вожгальского района; не сохранилась, ныне — территория Кумёнского района Кировской области[1].